# Zahrádky (ort i Tjeckien, Södra Böhmen)
Zahrádky är en ort i Tjeckien.   Den ligger i regionen Södra Böhmen, i den centrala delen av landet, 120 km sydost om huvudstaden Prag. Zahrádky ligger 601 meter över havet och antalet invånare är 248.
Terrängen runt Zahrádky är huvudsakligen platt, men österut är den kuperad. Runt Zahrádky är det ganska glesbefolkat, med 38 invånare per kvadratkilometer. Närmaste större samhälle är Jindřichův Hradec, 18,4 km väster om Zahrádky. Omgivningarna runt Zahrádky är en mosaik av jordbruksmark och naturlig växtlighet.